# Bijltjesdag

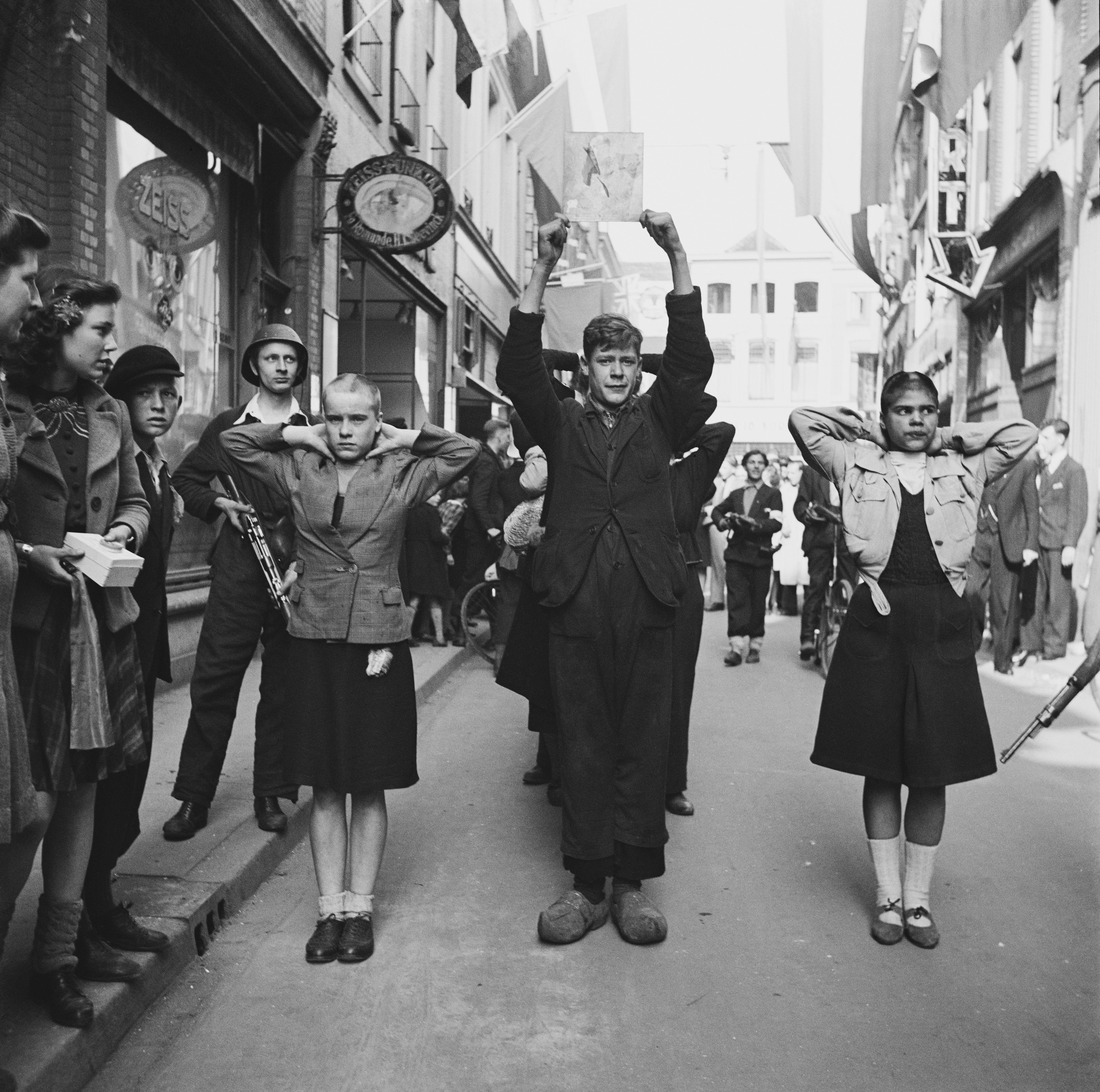
NSB'ers en kaalgeschoren "moffenmeiden" worden in Deventer opgebracht door leden van de Binnenlandse Strijdkrachten

Bijltjesdag is een in Nederland algemeen gebruikelijke term om aan te geven dat de tijd voor afrekening is gekomen na een periode van onderdrukking.

## Ontstaan
In de bloeiperiode van de scheepsindustrie in de achttiende eeuw woonden en werkten er duizenden arbeiders op de Oostelijke Eilanden van Amsterdam. De scheepstimmerlieden van Kattenburg werden vanwege hun werktuig ook wel de 'Bijltjes' genoemd. Ze waren sterk georganiseerd in een eigen weerkorps dat onder leiding stond van zeeofficieren. De prinsgezinde Bijltjes ontketenden in 1787 een ware oorlog met de patriotten, toen deze enkele prinsgezinde burgemeesters achter elkaar afzetten. De Bijltjes richtten vernielingen aan in de stad en haalden vervolgens de brug naar Kattenburg op om de patriotten tegen te houden. Toen deze er in slaagden om de brug weer neer te halen werd de opstand van de Bijltjes op bloedige wijze de kop in gedrukt, naderhand werd gesproken van 'Bijltjesdag'.

## Tweede Wereldoorlog
De term bijltjesdag kwam opnieuw in zwang met betrekking tot de bezetting van Nederland in de Tweede Wereldoorlog. Na afloop van de oorlog wilde een deel van de Nederlandse bevolking wraak nemen op andere Nederlanders die zij als 'fout' beschouwden. Zo werden direct na de bevrijding vrouwen en meisjes van wie men wist (of het vermoeden had) dat zij relaties hadden aangeknoopt met Duitse militairen, het hoofd kaalgeschoren. Ook werden NSB'ers, vermeende landverraders en verklikkers in elkaar geslagen of opgesloten. In totaal ging het om circa 300.000 mensen. Zij werden eerst opgesloten in leegstaande gebouwen en later in kampen.
Bijltjesdag werd zodoende een omschrijving van de situatie van wetteloosheid waarbij zich als 'goed' beschouwende Nederlanders het morele recht claimden de 'foute' Nederlanders mores te leren. Mede om de toestand van willekeur en wetteloosheid tot een minimum te reduceren, heeft de Nederlandse regering speciale gerechtshoven ingesteld om de kopstukken van het 'foute' Nederland te berechten. Uiteindelijk zijn 40 mensen ter dood gebracht onder deze bijzondere rechtspleging.

## Nederlandse politiek
De term wordt tegenwoordig ook wel gebruikt als bijnaam voor de derde woensdag van mei, Verantwoordingsdag; de dag waarop de Algemene Rekenkamer haar jaarlijkse controleverslag publiceert.

## Overdrachtelijk
De term bijltjesdag wordt ook wel figuurlijk gebruikt als aanduiding voor iets dat als 'de dag van de waarheid' wordt beschouwd, bijvoorbeeld de dag van de uitslag van een examen.